# AFC Ajax in het seizoen 2021/22 (mannen)
In het seizoen 2021/22 komt Ajax uit in de Eredivisie, KNVB Beker en UEFA Champions League.

## Selectie
| Nummer      | Nationaliteit       | Naam                    | Contract tot     | Geboortedatum     | Vorige club (land)             | Officiële debuut                             | Eerste officiële doelpunt                   |
| ----------- | ------------------- | ----------------------- | ---------------- | ----------------- | ------------------------------ | -------------------------------------------- | ------------------------------------------- |
| Keepers     |                     |                         |                  |                   |                                |                                              |                                             |
| 1           | Vlag van Nederland  | Maarten Stekelenburg    | 30 juni 2022     | 22 september 1982 | Everton Engeland               | 11 augustus 2002 (Ajax - PSV)                |                                             |
| 16          | Vlag van Nederland  | Jay Gorter              | 30 juni 2025     | 30 mei 2000       | Go Ahead Eagles Nederland      | 20 januari 2022 (Ajax - Excelsior Maassluis) |                                             |
| 24          | Vlag van Kameroen   | André Onana             | 30 juni 2022     | 2 april 1996      | FC Barcelona Spanje            | 21 augustus 2016 (Ajax - Willem II)          |                                             |
| 32          | Vlag van Nederland  | Remko Pasveer           | 30 juni 2023     | 8 november 1983   | Vitesse Nederland              | 7 augustus 2021 (Ajax - PSV)                 |                                             |
| 33          | Vlag van Polen      | Przemysław Tytoń        | 30 juni 2022     | 4 januari 1987    | FC Cincinnati Verenigde Staten |                                              |                                             |
| Verdediging |                     |                         |                  |                   |                                |                                              |                                             |
| 2           | Vlag van Nederland  | Jurriën Timber          | 30 juni 2024     | 17 juni 2001      | Jeugdopleiding Ajax Nederland  | 7 maart 2020 (sc Heerenveen - Ajax)          | 2 mei 2021 (Ajax - FC Emmen)                |
| 3           | Vlag van Nederland  | Perr Schuurs            | 30 juni 2025     | 26 november 1999  | Fortuna Sittard Nederland      | 26 september 2018 (HVV Te Werve - Ajax)      | 26 september 2018 (HVV Te Werve - Ajax)     |
| 5           | /                   | Sean Klaiber            | 30 juni 2023     | 31 juli 1994      | FC Utrecht Nederland           | 18 oktober 2020 (Ajax - sc Heerenveen)       |                                             |
| 12          | /                   | Noussair Mazraoui       | 30 juni 2022     | 14 november 1997  | Jeugdopleiding Ajax Nederland  | 4 februari 2018 (Ajax - NAC Breda)           | 2 oktober 2018 (Bayern München - Ajax)      |
| 15          | Vlag van Nederland  | Devyne Rensch           | 30 juni 2025     | 18 januari 2003   | Jeugdopleiding Ajax Nederland  | 28 november 2020 (FC Emmen - Ajax)           | 21 maart 2021 (Ajax - ADO Den Haag)         |
| 17          | Vlag van Nederland  | Daley Blind             | 30 juni 2023     | 9 maart 1990      | Manchester United Engeland     | 7 december 2008 (FC Volendam - Ajax)         | 10 februari 2013 (Ajax - Roda JC)           |
| 21          | Vlag van Argentinië | Lisandro Martínez       | 30 juni 2025     | 18 januari 1998   | Defensa y Justicia Argentinië  | 27 juli 2019 (Ajax - PSV)                    | 28 september 2019 (Ajax - FC Groningen)     |
| 31          | Vlag van Argentinië | Nicolás Tagliafico      | 30 juni 2023     | 31 augustus 1992  | CA Independiente Argentinië    | 21 januari 2018 (Ajax - Feyenoord)           | 11 maart 2018 (Ajax - sc Heerenveen)        |
| Middenveld  |                     |                         |                  |                   |                                |                                              |                                             |
| 4           | Vlag van Mexico     | Edson Álvarez           | 30 juni 2024     | 24 oktober 1997   | Club América Mexico            | 17 augustus 2019 (VVV-Venlo - Ajax)          | 28 augustus 2019 (Ajax - APOEL Nicosia)     |
| 6           | Vlag van Nederland  | Davy Klaassen           | 30 juni 2024     | 21 februari 1993  | Werder Bremen Duitsland        | 22 november 2011 (Olympique Lyonnais - Ajax) | 27 november 2011 (N.E.C. - Ajax)            |
| 8           | Vlag van Nederland  | Ryan Gravenberch        | 30 juni 2023     | 16 mei 2002       | Jeugdopleiding Ajax Nederland  | 23 september 2018 (PSV - Ajax)               | 26 september 2018 (HVV Te Werve - Ajax)     |
| 19          | /                   | Zakaria Labyad          | 30 juni 2022     | 9 maart 1993      | FC Utrecht Nederland           | 7 augustus 2018 (Standard Luik - Ajax)       | 26 september 2018 (HVV Te Werve - Ajax)     |
| 20          | Vlag van Ghana      | Mohammed Kudus          | 30 juni 2025     | 2 augustus 2000   | FC Nordsjælland Denemarken     | 20 september 2020 (Ajax - RKC Waalwijk)      | 18 oktober 2020 (Ajax - sc Heerenveen)      |
| 25          | Vlag van Nederland  | Kenneth Taylor          | 30 juni 2024     | 16 mei 2002       | Jeugdopleiding Ajax Nederland  | 12 december 2020 (Ajax - PEC Zwolle)         | 15 december 2021 (Ajax - BVV Barendrecht)   |
| 26          | Vlag van Denemarken | Victor Jensen           | 30 juni 2023     | 8 februari 2000   | Jeugdopleiding Ajax Nederland  | 12 december 2020 (Ajax - PEC Zwolle)         |                                             |
| 27          | /                   | Mohamed Ihattaren       | 31 december 2022 | 12 februari 2002  | Juventus Italië                | 17 april 2022 (PSV - Ajax)                   |                                             |
| Aanval      |                     |                         |                  |                   |                                |                                              |                                             |
| 9           | Vlag van Brazilië   | Danilo Pereira da Silva | 30 juni 2022     | 7 april 1999      | Jeugdopleiding Ajax Nederland  | 27 februari 2020 (Ajax - Getafe CF)          | 27 februari 2020 (Ajax - Getafe CF)         |
| 10          | Vlag van Servië     | Dušan Tadić             | 30 juni 2026     | 20 november 1988  | Southampton FC Engeland        | 25 juli 2018 (Ajax - Sturm Graz)             | 2 augustus 2018 (Sturm Graz - Ajax)         |
| 11          | Vlag van Brazilië   | Antony                  | 30 juni 2025     | 24 februari 2000  | São Paulo FC Brazilië          | 13 september 2020 (Sparta Rotterdam - Ajax)  | 13 september 2020 (Sparta Rotterdam - Ajax) |
| 18          | /                   | Brian Brobbey           | 30 juni 2022     | 1 februari 2002   | RB Leipzig Duitsland           | 31 oktober 2020 (Ajax - Fortuna Sittard)     | 31 oktober 2020 (Ajax - Fortuna Sittard)    |
| 22          | /                   | Sébastien Haller        | 30 juni 2025     | 22 juni 1994      | West Ham United FC Engeland    | 10 januari 2021 (Ajax - PSV)                 | 14 januari 2021 (FC Twente - Ajax)          |
| 23          | Vlag van Nederland  | Steven Berghuis         | 30 juni 2025     | 19 december 1991  | Feyenoord Nederland            | 7 augustus 2021 (Ajax - PSV)                 | 15 september 2021 (Sporting CP - Ajax)      |
| 30          | Vlag van Denemarken | Mohamed Daramy          | 30 juni 2026     | 7 januari 2002    | FC Kopenhagen Denemarken       | 11 september 2021 (PEC Zwolle - Ajax)        | 18 september 2021 (Ajax - SC Cambuur)       |

Laatst bijgewerkt: 7 maart 2022

## Leden technische staf en directie
| Naam                    | Functie              |
| ----------------------- | -------------------- |
| Erik ten Hag            | Hoofdtrainer         |
| Mitchell van der Gaag   | Assistent-trainer    |
| Michael Reiziger        | Assistent-trainer    |
| Winston Bogarde         | Assistent-trainer    |
| Richard Witschge        | Lid technische staf  |
| Anton Scheutjens        | Keeperstrainer       |
| Alessandro Schoenmakers | Performance trainer  |
| Saïd Ouaali             | Hoofd jeugdopleiding |

| Naam              | Functie                |
| ----------------- | ---------------------- |
| Edwin van der Sar | Algemeen directeur     |
| Susan Lenderink   | Financieel directeur   |
| vacant            | Directeur voetbalzaken |
| Menno Geelen      | Commercieel directeur  |

## Wedstrijdverslagen

### Vriendschappelijke wedstrijden
| Datum      | Wedstrijd              | Uitslag | Verslag |
| ---------- | ---------------------- | ------- | ------- |
| 03-07-2021 | Ajax – Koninklijke HFC | 6 – 0   | 1       |
| 06-07-2021 | Quick'20 – Ajax        | 1 – 1   | 2       |
| 10-07-2021 | SC Paderborn 07 – Ajax | 1 – 4   | 3       |
| 16-07-2020 | RSC Anderlecht – Ajax  | 0 – 2   | 4       |
| 24-07-2021 | Bayern München – Ajax  | 2 – 2   | 5       |
| 31-07-2021 | RB Leipzig – Ajax      | 1 – 1   | 6       |
| 04-08-2021 | Ajax – Leeds United    | 4 – 0   | 7       |

### Johan Cruijff Schaal
|                       |                        |               |                                                          |                                                                                            |
| 7 augustus 2021 20:00 | Ajax                   | 0 – 4 (0 – 2) | PSV                                                      | Stadion: Johan Cruijff ArenA, Amsterdam Toeschouwers: 25.000 Scheidsrechter: Björn Kuipers |
| 7 augustus 2021 20:00 | Nicolás Tagliafico 40' | Verslag       | 2', 29' Noni Madueke 76' Yorbe Vertessen 89' Mario Götze | Stadion: Johan Cruijff ArenA, Amsterdam Toeschouwers: 25.000 Scheidsrechter: Björn Kuipers |
| 7 augustus 2021 20:00 |                        |               |                                                          | Stadion: Johan Cruijff ArenA, Amsterdam Toeschouwers: 25.000 Scheidsrechter: Björn Kuipers |
| 7 augustus 2021 20:00 |                        |               |                                                          | Stadion: Johan Cruijff ArenA, Amsterdam Toeschouwers: 25.000 Scheidsrechter: Björn Kuipers |
|                       |                        |               |                                                          |                                                                                            |

### UEFA Champions League
| Ronde          | Wedstrijd | Datum             | Wedstrijd                | Uitslag | Totaal | Verslag |
| -------------- | --------- | ----------------- | ------------------------ | ------- | ------ | ------- |
| Groepsfase     | 1         | 15 september 2021 | Sporting CP – Ajax       | 1 – 5   | 1 – 5  | 1       |
| Groepsfase     | 2         | 28 september 2021 | Ajax – Beşiktaş JK       | 2 – 0   | 2 – 0  | 2       |
| Groepsfase     | 3         | 19 oktober 2021   | Ajax – Borussia Dortmund | 4 – 0   | 4 – 0  | 3       |
| Groepsfase     | 4         | 3 november 2021   | Borussia Dortmund – Ajax | 1 – 3   | 1 – 3  | 4       |
| Groepsfase     | 5         | 24 november 2021  | Beşiktaş JK – Ajax       | 1 – 2   | 1 – 2  | 5       |
| Groepsfase     | 6         | 7 december 2021   | Ajax – Sporting CP       | 4 – 2   | 4 – 2  | 6       |
| Achtste finale | 7         | 23 februari 2022  | SL Benfica – Ajax        | 2 – 2   | 2 – 3  | 7       |
| Achtste finale | 8         | 15 maart 2022     | Ajax – SL Benfica        | 0 – 1   | 2 – 3  |         |

Groepsfase (groep C)
| # | Team              | Wedstrijden | Wedstrijden | Wedstrijden | Wedstrijden | Doelpunten | Doelpunten | Doelpunten | Punten |
| --- | ----------------- | ----------- | ----------- | ----------- | ----------- | ---------- | ---------- | ---------- | ------ |
| # | Team              | Gespeeld    | Winst       | Gelijk      | Verlies     | Voor       | Tegen      | Saldo      | Punten |
| 1. | Ajax              | 6           | 6           | 0           | 0           | 20         | 5          | +15        | 18     |
| 2. | Sporting CP       | 6           | 3           | 0           | 3           | 14         | 12         | +2         | 9      |
| 3. | Borussia Dortmund | 6           | 3           | 0           | 3           | 10         | 11         | –1         | 9      |
| 4. | Beşiktaş JK       | 6           | 0           | 0           | 6           | 3          | 19         | –16        | 0      |
| \| Legendakleuren in de tabellen \| \| Groepswinnaar en nummer twee gaan door naar de achtste finale. \| \| Nummer 3 gaat door naar de tussenronde van de Europa League. \| \| Uitgeschakeld \| |                   |             |             |             |             |            |            |            |        |
| Legendakleuren in de tabellen |                   |             |             |             |             |            |            |            |        |
| Groepswinnaar en nummer twee gaan door naar de achtste finale. |                   |             |             |             |             |            |            |            |        |
| Nummer 3 gaat door naar de tussenronde van de Europa League. |                   |             |             |             |             |            |            |            |        |
| Uitgeschakeld |                   |             |             |             |             |            |            |            |        |

|                                                 |              |               |                                                       | |
| Groepsfase, wedstrijd 1 15 september 2021 21:00 | Sporting CP  | 1 – 5 (1 – 3) | Ajax                                                  | Stadion: Estádio José Alvalade, Lissabon Toeschouwers: 20.382 Scheidsrechter: José María Sánchez Martínez |
| Groepsfase, wedstrijd 1 15 september 2021 21:00 | Paulinho 33' | Verslag       | 2', 9', 51', 63' Sébastien Haller 39' Steven Berghuis | Stadion: Estádio José Alvalade, Lissabon Toeschouwers: 20.382 Scheidsrechter: José María Sánchez Martínez |
| Groepsfase, wedstrijd 1 15 september 2021 21:00 |              |               |                                                       | Stadion: Estádio José Alvalade, Lissabon Toeschouwers: 20.382 Scheidsrechter: José María Sánchez Martínez |
| Groepsfase, wedstrijd 1 15 september 2021 21:00 |              |               |                                                       | Stadion: Estádio José Alvalade, Lissabon Toeschouwers: 20.382 Scheidsrechter: José María Sánchez Martínez |
|                                                 |              |               |                                                       | |

|                                                 |                                          |               |             |                                                                                             |
| Groepsfase, wedstrijd 2 28 september 2021 18:45 | Ajax                                     | 2 – 0 (2 – 0) | Beşiktaş JK | Stadion: Johan Cruijff ArenA, Amsterdam Toeschouwers: 52.628 Scheidsrechter: Benoît Bastien |
| Groepsfase, wedstrijd 2 28 september 2021 18:45 | Steven Berghuis 17' Sébastien Haller 43' | Verslag       |             | Stadion: Johan Cruijff ArenA, Amsterdam Toeschouwers: 52.628 Scheidsrechter: Benoît Bastien |
| Groepsfase, wedstrijd 2 28 september 2021 18:45 |                                          |               |             | Stadion: Johan Cruijff ArenA, Amsterdam Toeschouwers: 52.628 Scheidsrechter: Benoît Bastien |
| Groepsfase, wedstrijd 2 28 september 2021 18:45 |                                          |               |             | Stadion: Johan Cruijff ArenA, Amsterdam Toeschouwers: 52.628 Scheidsrechter: Benoît Bastien |
|                                                 |                                          |               |             |                                                                                             |

|                                               |                                                                       |               |                   |                                                                                                |
| Groepsfase, wedstrijd 3 19 oktober 2021 21:00 | Ajax                                                                  | 4 – 0 (2 – 0) | Borussia Dortmund | Stadion: Johan Cruijff ArenA, Amsterdam Toeschouwers: 54.029 Scheidsrechter: Jesús Gil Manzano |
| Groepsfase, wedstrijd 3 19 oktober 2021 21:00 | Marco Reus 11' (e.d.) Daley Blind 25' Antony 57' Sébastien Haller 72' | Verslag       |                   | Stadion: Johan Cruijff ArenA, Amsterdam Toeschouwers: 54.029 Scheidsrechter: Jesús Gil Manzano |
| Groepsfase, wedstrijd 3 19 oktober 2021 21:00 |                                                                       |               |                   | Stadion: Johan Cruijff ArenA, Amsterdam Toeschouwers: 54.029 Scheidsrechter: Jesús Gil Manzano |
| Groepsfase, wedstrijd 3 19 oktober 2021 21:00 |                                                                       |               |                   | Stadion: Johan Cruijff ArenA, Amsterdam Toeschouwers: 54.029 Scheidsrechter: Jesús Gil Manzano |
|                                               |                                                                       |               |                   |                                                                                                |

|                                               |                       |               |                                                          |                                                                                          |
| Groepsfase, wedstrijd 4 3 november 2021 21:00 | Borussia Dortmund     | 1 – 3 (1 – 0) | Ajax                                                     | Stadion: Signal Iduna Park, Dortmund Toeschouwers: 54.820 Scheidsrechter: Michael Oliver |
| Groepsfase, wedstrijd 4 3 november 2021 21:00 | Marco Reus 37' (pen.) | Verslag       | 72' Dušan Tadić 83' Sébastien Haller 90+3' Davy Klaassen | Stadion: Signal Iduna Park, Dortmund Toeschouwers: 54.820 Scheidsrechter: Michael Oliver |
| Groepsfase, wedstrijd 4 3 november 2021 21:00 |                       |               |                                                          | Stadion: Signal Iduna Park, Dortmund Toeschouwers: 54.820 Scheidsrechter: Michael Oliver |
| Groepsfase, wedstrijd 4 3 november 2021 21:00 |                       |               |                                                          | Stadion: Signal Iduna Park, Dortmund Toeschouwers: 54.820 Scheidsrechter: Michael Oliver |
|                                               |                       |               |                                                          |                                                                                          |

|                                                |                           |               |                           |                                                                                     |
| Groepsfase, wedstrijd 5 24 november 2021 18:45 | Beşiktaş JK               | 1 – 2 (1 – 0) | Ajax                      | Stadion: Vodafone Park, Istanboel Toeschouwers: 11.712 Scheidsrechter: Irfan Peljto |
| Groepsfase, wedstrijd 5 24 november 2021 18:45 | Rachid Ghezzal 22' (pen.) | Verslag       | 54', 69' Sébastien Haller | Stadion: Vodafone Park, Istanboel Toeschouwers: 11.712 Scheidsrechter: Irfan Peljto |
| Groepsfase, wedstrijd 5 24 november 2021 18:45 |                           |               |                           | Stadion: Vodafone Park, Istanboel Toeschouwers: 11.712 Scheidsrechter: Irfan Peljto |
| Groepsfase, wedstrijd 5 24 november 2021 18:45 |                           |               |                           | Stadion: Vodafone Park, Istanboel Toeschouwers: 11.712 Scheidsrechter: Irfan Peljto |
|                                                |                           |               |                           |                                                                                     |

|                                               |                                                                           |               |                                  |                                                                                      |
| Groepsfase, wedstrijd 6 7 december 2021 21:00 | Ajax                                                                      | 4 – 2 (2 – 1) | Sporting CP                      | Stadion: Johan Cruijff ArenA, Amsterdam Toeschouwers: 0 Scheidsrechter: Davide Massa |
| Groepsfase, wedstrijd 6 7 december 2021 21:00 | Sébastien Haller 8' (pen.) Antony 42' David Neres 58' Steven Berghuis 62' | Verslag       | 22' Nuno Santos 78' Bruno Tabata | Stadion: Johan Cruijff ArenA, Amsterdam Toeschouwers: 0 Scheidsrechter: Davide Massa |
| Groepsfase, wedstrijd 6 7 december 2021 21:00 |                                                                           |               |                                  | Stadion: Johan Cruijff ArenA, Amsterdam Toeschouwers: 0 Scheidsrechter: Davide Massa |
| Groepsfase, wedstrijd 6 7 december 2021 21:00 |                                                                           |               |                                  | Stadion: Johan Cruijff ArenA, Amsterdam Toeschouwers: 0 Scheidsrechter: Davide Massa |
|                                               |                                                                           |               |                                  |                                                                                      |

|                                                    |                                                 |               |                                      |                                                                                      |
| Achtste finale, wedstrijd 1 23 februari 2022 21:00 | SL Benfica                                      | 2 – 2 (1 – 2) | Ajax                                 | Stadion: Estádio da Luz, Lissabon Toeschouwers: 54.760 Scheidsrechter: Slavko Vinčić |
| Achtste finale, wedstrijd 1 23 februari 2022 21:00 | Sébastien Haller 26' (e.d.) Roman Yaremchuk 72' | Verslag       | 18' Dušan Tadić 29' Sébastien Haller | Stadion: Estádio da Luz, Lissabon Toeschouwers: 54.760 Scheidsrechter: Slavko Vinčić |
| Achtste finale, wedstrijd 1 23 februari 2022 21:00 |                                                 |               |                                      | Stadion: Estádio da Luz, Lissabon Toeschouwers: 54.760 Scheidsrechter: Slavko Vinčić |
| Achtste finale, wedstrijd 1 23 februari 2022 21:00 |                                                 |               |                                      | Stadion: Estádio da Luz, Lissabon Toeschouwers: 54.760 Scheidsrechter: Slavko Vinčić |
|                                                    |                                                 |               |                                      |                                                                                      |

|                                                 |      |                  |            |                                                                                 |
| Achtste finale, wedstrijd 2 15 maart 2022 21:00 | Ajax | 0 – 1 (0 – 0)    | SL Benfica | Stadion: Johan Cruijff ArenA, Amsterdam Scheidsrechter: Carlos del Cerro Grande |
| Achtste finale, wedstrijd 2 15 maart 2022 21:00 |      | 77' Darwin Núñez |            | Stadion: Johan Cruijff ArenA, Amsterdam Scheidsrechter: Carlos del Cerro Grande |
| Achtste finale, wedstrijd 2 15 maart 2022 21:00 |      |                  |            | Stadion: Johan Cruijff ArenA, Amsterdam Scheidsrechter: Carlos del Cerro Grande |
| Achtste finale, wedstrijd 2 15 maart 2022 21:00 |      |                  |            | Stadion: Johan Cruijff ArenA, Amsterdam Scheidsrechter: Carlos del Cerro Grande |
|                                                 |      |                  |            |                                                                                 |

### Eredivisie
Wedstrijden
| №  | Datum               | Wedstrijd               | Uitslag | Verslag |
| -- | ------------------- | ----------------------- | ------- | ------- |
| 1  | za 14-08-2021 21:00 | Ajax – N.E.C.           | 5 – 0   | 1       |
| 2  | zo 22-08-2021 12:15 | FC Twente – Ajax        | 1 – 1   | 2       |
| 3  | zo 29-08-2021 14:30 | Ajax – Vitesse          | 5 – 0   | 3       |
| 4  | za 11-09-2021 18:45 | PEC Zwolle – Ajax       | 0 – 2   | 4       |
| 5  | za 18-09-2021 20:00 | Ajax – SC Cambuur       | 9 – 0   | 5       |
| 6  | di 21-09-2021 18:45 | Fortuna Sittard – Ajax  | 0 – 5   | 6       |
| 7  | za 25-09-2021 18:45 | Ajax – FC Groningen     | 3 – 0   | 7       |
| 8  | zo 03-10-2021 12:15 | Ajax – FC Utrecht       | 0 – 1   | 8       |
| 9  | za 16-10-2021 18:45 | sc Heerenveen – Ajax    | 0 – 2   | 9       |
| 10 | zo 24-10-2021 16:45 | Ajax – PSV              | 5 – 0   | 10      |
| 11 | za 30-10-2021 18:45 | Heracles Almelo – Ajax  | 0 – 0   | 11      |
| 12 | zo 07-11-2021 20:00 | Ajax – Go Ahead Eagles  | 0 – 0   | 12      |
| 13 | za 21-11-2021 16:45 | RKC Waalwijk – Ajax     | 0 – 5   | 13      |
| 14 | zo 28-11-2021 12:15 | Sparta Rotterdam – Ajax | 0 – 1   | 14      |
| 15 | do 02-12-2021 21:00 | Ajax – Willem II        | 5 – 0   | 15      |
| 16 | zo 12-12-2021 16:45 | Ajax – AZ               | 1 – 2   | 16      |
| 17 | zo 19-12-2021 14:30 | Feyenoord – Ajax        | 0 – 2   | 17      |
| 18 | wo 22-12-2021 21:00 | Ajax – Fortuna Sittard  | 5 – 0   | 18      |
| 19 | zo 16-01-2022 12:15 | FC Utrecht – Ajax       | 0 – 3   | 19      |
| 20 | zo 23-01-2022 14:30 | PSV – Ajax              | 1 – 2   | 20      |
| 21 | zo 06-02-2022 16:45 | Ajax – Heracles Almelo  | 3 – 0   | 21      |
| 22 | zo 13-02-2022 16:45 | Ajax – FC Twente        | 5 – 0   | 22      |
| 23 | za 19-02-2022 18:45 | Willem II – Ajax        | 0 – 1   | 23      |
| 24 | zo 27-02-2022 16:45 | Go Ahead Eagles – Ajax  | 2 – 1   | 24      |
| 25 | zo 06-03-2022 16:45 | Ajax – RKC Waalwijk     | 3 – 2   | 25      |
| 26 | vr 11-03-2022 20:00 | SC Cambuur – Ajax       | 2 – 3   | 26      |
| 27 | zo 20-03-2022 14:30 | Ajax – Feyenoord        | 3 – 2   | 27      |
| 28 | za 02-04-2022 16:30 | FC Groningen – Ajax     | 1 – 3   |         |
| 29 | za 09-04-2022 20:00 | Ajax – Sparta Rotterdam | 2 – 1   |         |
| 30 | za 23-04-2022 16:30 | N.E.C. – Ajax           | 0 – 1   |         |
| 31 | za 30-04-2022 18:45 | Ajax – PEC Zwolle       | 3 – 0   |         |
| 32 | zo 08-05-2022 16:45 | AZ – Ajax               | 2 – 2   |         |
| 33 | wo 11-05-2022 20:00 | Ajax – sc Heerenveen    | 5 – 0   |         |
| 34 | zo 15-05-2022 14:30 | Vitesse – Ajax          | 2 – 2   |         |

Wedstrijdverslagen
|                                     |                                                                                          |               |        |                                                                                          |
| Speelronde 1 14 augustus 2021 21:00 | Ajax                                                                                     | 5 – 0 (5 – 0) | N.E.C. | Stadion: Johan Cruijff ArenA, Amsterdam Toeschouwers: 32.275 Scheidsrechter: Bas Nijhuis |
| Speelronde 1 14 augustus 2021 21:00 | Sébastien Haller 6' Noussair Mazraoui 10' Bart van Rooij 15' (e.d.) Dušan Tadić 20', 39' | Verslag       |        | Stadion: Johan Cruijff ArenA, Amsterdam Toeschouwers: 32.275 Scheidsrechter: Bas Nijhuis |
| Speelronde 1 14 augustus 2021 21:00 |                                                                                          |               |        | Stadion: Johan Cruijff ArenA, Amsterdam Toeschouwers: 32.275 Scheidsrechter: Bas Nijhuis |
| Speelronde 1 14 augustus 2021 21:00 |                                                                                          |               |        | Stadion: Johan Cruijff ArenA, Amsterdam Toeschouwers: 32.275 Scheidsrechter: Bas Nijhuis |
|                                     |                                                                                          |               |        |                                                                                          |

|                                     |                   |               |                      |                                                                                        |
| Speelronde 2 22 augustus 2021 12:15 | FC Twente         | 1 – 1 (0 – 0) | Ajax                 | Stadion: De Grolsch Veste, Enschede Toeschouwers: 20.000 Scheidsrechter: Dennis Higler |
| Speelronde 2 22 augustus 2021 12:15 | Robin Pröpper 87' | Verslag       | 52' Sébastien Haller | Stadion: De Grolsch Veste, Enschede Toeschouwers: 20.000 Scheidsrechter: Dennis Higler |
| Speelronde 2 22 augustus 2021 12:15 |                   |               |                      | Stadion: De Grolsch Veste, Enschede Toeschouwers: 20.000 Scheidsrechter: Dennis Higler |
| Speelronde 2 22 augustus 2021 12:15 |                   |               |                      | Stadion: De Grolsch Veste, Enschede Toeschouwers: 20.000 Scheidsrechter: Dennis Higler |
|                                     |                   |               |                      |                                                                                        |

|                                     |                                                                                           |               |         |                                                                                             |
| Speelronde 3 29 augustus 2021 14:30 | Ajax                                                                                      | 5 – 0 (3 – 0) | Vitesse | Stadion: Johan Cruijff ArenA, Amsterdam Toeschouwers: 36.816 Scheidsrechter: Danny Makkelie |
| Speelronde 3 29 augustus 2021 14:30 | Antony 5' Edson Álvarez 31' Ryan Gravenberch 43' Tomáš Hájek 60' (e.d.) Davy Klaassen 67' | Verslag       |         | Stadion: Johan Cruijff ArenA, Amsterdam Toeschouwers: 36.816 Scheidsrechter: Danny Makkelie |
| Speelronde 3 29 augustus 2021 14:30 |                                                                                           |               |         | Stadion: Johan Cruijff ArenA, Amsterdam Toeschouwers: 36.816 Scheidsrechter: Danny Makkelie |
| Speelronde 3 29 augustus 2021 14:30 |                                                                                           |               |         | Stadion: Johan Cruijff ArenA, Amsterdam Toeschouwers: 36.816 Scheidsrechter: Danny Makkelie |
|                                     |                                                                                           |               |         |                                                                                             |

|                                      |            |               |                           |                                                                                       |
| Speelronde 4 11 september 2021 18:45 | PEC Zwolle | 0 – 2 (0 – 1) | Ajax                      | Stadion: MAC³PARK stadion, Zwolle Toeschouwers: 9.000 Scheidsrechter: Jeroen Manschot |
| Speelronde 4 11 september 2021 18:45 |            | Verslag       | 29', 67' Sébastien Haller | Stadion: MAC³PARK stadion, Zwolle Toeschouwers: 9.000 Scheidsrechter: Jeroen Manschot |
| Speelronde 4 11 september 2021 18:45 |            |               |                           | Stadion: MAC³PARK stadion, Zwolle Toeschouwers: 9.000 Scheidsrechter: Jeroen Manschot |
| Speelronde 4 11 september 2021 18:45 |            |               |                           | Stadion: MAC³PARK stadion, Zwolle Toeschouwers: 9.000 Scheidsrechter: Jeroen Manschot |
|                                      |            |               |                           |                                                                                       |

|                                      | |               |            |                                                                                                  |
| Speelronde 5 18 september 2021 20:00 | Ajax | 9 – 0 (4 – 0) | SC Cambuur | Stadion: Johan Cruijff ArenA, Amsterdam Toeschouwers: 36.711 Scheidsrechter: Sander van der Eijk |
| Speelronde 5 18 september 2021 20:00 | Jurriën Timber 16' Steven Berghuis 19' Noussair Mazraoui 29' David Neres 38', 84' Dušan Tadić 60' Mohamed Daramy 64' Sébastien Haller 67' Danilo Pereira da Silva 76' | Verslag       |            | Stadion: Johan Cruijff ArenA, Amsterdam Toeschouwers: 36.711 Scheidsrechter: Sander van der Eijk |
| Speelronde 5 18 september 2021 20:00 | |               |            | Stadion: Johan Cruijff ArenA, Amsterdam Toeschouwers: 36.711 Scheidsrechter: Sander van der Eijk |
| Speelronde 5 18 september 2021 20:00 | |               |            | Stadion: Johan Cruijff ArenA, Amsterdam Toeschouwers: 36.711 Scheidsrechter: Sander van der Eijk |
|                                      | |               |            |                                                                                                  |

|                                      |                 |               | |                                                                                               |
| Speelronde 6 21 september 2021 18:45 | Fortuna Sittard | 0 – 5 (0 – 3) | Ajax                                                                                                | Stadion: Fortuna Sittard Stadion, Sittard Toeschouwers: 8.333 Scheidsrechter: Jochem Kamphuis |
| Speelronde 6 21 september 2021 18:45 |                 | Verslag       | 11' Steven Berghuis 27' Noussair Mazraoui 38' Dušan Tadić 72' Mohammed Kudus 77' Nicolás Tagliafico | Stadion: Fortuna Sittard Stadion, Sittard Toeschouwers: 8.333 Scheidsrechter: Jochem Kamphuis |
| Speelronde 6 21 september 2021 18:45 |                 |               | | Stadion: Fortuna Sittard Stadion, Sittard Toeschouwers: 8.333 Scheidsrechter: Jochem Kamphuis |
| Speelronde 6 21 september 2021 18:45 |                 |               | | Stadion: Fortuna Sittard Stadion, Sittard Toeschouwers: 8.333 Scheidsrechter: Jochem Kamphuis |
|                                      |                 |               | |                                                                                               |

|                                      |                                                    |               |              |                                                                                             |
| Speelronde 7 25 september 2021 18:45 | Ajax                                               | 3 – 0 (1 – 0) | FC Groningen | Stadion: Johan Cruijff ArenA, Amsterdam Toeschouwers: 53.148 Scheidsrechter: Pol van Boekel |
| Speelronde 7 25 september 2021 18:45 | Edson Álvarez 40' Antony 57' Noussair Mazraoui 81' | Verslag       |              | Stadion: Johan Cruijff ArenA, Amsterdam Toeschouwers: 53.148 Scheidsrechter: Pol van Boekel |
| Speelronde 7 25 september 2021 18:45 |                                                    |               |              | Stadion: Johan Cruijff ArenA, Amsterdam Toeschouwers: 53.148 Scheidsrechter: Pol van Boekel |
| Speelronde 7 25 september 2021 18:45 |                                                    |               |              | Stadion: Johan Cruijff ArenA, Amsterdam Toeschouwers: 53.148 Scheidsrechter: Pol van Boekel |
|                                      |                                                    |               |              |                                                                                             |

|                                   |      |               |                      |                                                                                          |
| Speelronde 8 3 oktober 2021 12:12 | Ajax | 0 – 1 (0 – 0) | FC Utrecht           | Stadion: Johan Cruijff ArenA, Amsterdam Toeschouwers: 52.621 Scheidsrechter: Bas Nijhuis |
| Speelronde 8 3 oktober 2021 12:12 |      | Verslag       | 77' Django Warmerdam | Stadion: Johan Cruijff ArenA, Amsterdam Toeschouwers: 52.621 Scheidsrechter: Bas Nijhuis |
| Speelronde 8 3 oktober 2021 12:12 |      |               |                      | Stadion: Johan Cruijff ArenA, Amsterdam Toeschouwers: 52.621 Scheidsrechter: Bas Nijhuis |
| Speelronde 8 3 oktober 2021 12:12 |      |               |                      | Stadion: Johan Cruijff ArenA, Amsterdam Toeschouwers: 52.621 Scheidsrechter: Bas Nijhuis |
|                                   |      |               |                      |                                                                                          |

|                                    |               |               |                                      |                                                                                              |
| Speelronde 9 16 oktober 2021 18:45 | sc Heerenveen | 0 – 2 (0 – 1) | Ajax                                 | Stadion: Abe Lenstra Stadion, Heerenveen Toeschouwers: 25.133 Scheidsrechter: Danny Makkelie |
| Speelronde 9 16 oktober 2021 18:45 |               | Verslag       | 24' Sébastien Haller 75' David Neres | Stadion: Abe Lenstra Stadion, Heerenveen Toeschouwers: 25.133 Scheidsrechter: Danny Makkelie |
| Speelronde 9 16 oktober 2021 18:45 |               |               |                                      | Stadion: Abe Lenstra Stadion, Heerenveen Toeschouwers: 25.133 Scheidsrechter: Danny Makkelie |
| Speelronde 9 16 oktober 2021 18:45 |               |               |                                      | Stadion: Abe Lenstra Stadion, Heerenveen Toeschouwers: 25.133 Scheidsrechter: Danny Makkelie |
|                                    |               |               |                                      |                                                                                              |

|                                     |                                                                                         |               |     |                                                                                               |
| Speelronde 10 24 oktober 2021 16:45 | Ajax                                                                                    | 5 – 0 (1 – 0) | PSV | Stadion: Johan Cruijff ArenA, Amsterdam Toeschouwers: 53.585 Scheidsrechter: Serdar Gözübüyük |
| Speelronde 10 24 oktober 2021 16:45 | Steven Berghuis 19' Sébastien Haller 56' Antony 66' Davy Klaassen 76' Dušan Tadić 90+2' | Verslag       |     | Stadion: Johan Cruijff ArenA, Amsterdam Toeschouwers: 53.585 Scheidsrechter: Serdar Gözübüyük |
| Speelronde 10 24 oktober 2021 16:45 |                                                                                         |               |     | Stadion: Johan Cruijff ArenA, Amsterdam Toeschouwers: 53.585 Scheidsrechter: Serdar Gözübüyük |
| Speelronde 10 24 oktober 2021 16:45 |                                                                                         |               |     | Stadion: Johan Cruijff ArenA, Amsterdam Toeschouwers: 53.585 Scheidsrechter: Serdar Gözübüyük |
|                                     |                                                                                         |               |     |                                                                                               |

|                                     |                 |               |      |                                                                                  |
| Speelronde 11 30 oktober 2021 18:45 | Heracles Almelo | 0 – 0 (0 – 0) | Ajax | Stadion: Erve Asito, Almelo Toeschouwers: 12.080 Scheidsrechter: Jeroen Manschot |
| Speelronde 11 30 oktober 2021 18:45 | Verslag         |               |      | Stadion: Erve Asito, Almelo Toeschouwers: 12.080 Scheidsrechter: Jeroen Manschot |
| Speelronde 11 30 oktober 2021 18:45 |                 |               |      | Stadion: Erve Asito, Almelo Toeschouwers: 12.080 Scheidsrechter: Jeroen Manschot |
| Speelronde 11 30 oktober 2021 18:45 |                 |               |      | Stadion: Erve Asito, Almelo Toeschouwers: 12.080 Scheidsrechter: Jeroen Manschot |
|                                     |                 |               |      |                                                                                  |

|                                     |         |               |                 |                                                                                            |
| Speelronde 12 7 november 2021 20:00 | Ajax    | 0 – 0 (0 – 0) | Go Ahead Eagles | Stadion: Johan Cruijff ArenA, Amsterdam Toeschouwers: 53.497 Scheidsrechter: Rob Dieperink |
| Speelronde 12 7 november 2021 20:00 | Verslag |               |                 | Stadion: Johan Cruijff ArenA, Amsterdam Toeschouwers: 53.497 Scheidsrechter: Rob Dieperink |
| Speelronde 12 7 november 2021 20:00 |         |               |                 | Stadion: Johan Cruijff ArenA, Amsterdam Toeschouwers: 53.497 Scheidsrechter: Rob Dieperink |
| Speelronde 12 7 november 2021 20:00 |         |               |                 | Stadion: Johan Cruijff ArenA, Amsterdam Toeschouwers: 53.497 Scheidsrechter: Rob Dieperink |
|                                     |         |               |                 |                                                                                            |

|                                      |              |               |                                                                       |                                                                                        |
| Speelronde 13 21 november 2021 16:45 | RKC Waalwijk | 0 – 5 (0 – 2) | Ajax                                                                  | Stadion: Mandemakers Stadion, Waalwijk Toeschouwers: 0 Scheidsrechter: Allard Lindhout |
| Speelronde 13 21 november 2021 16:45 |              | Verslag       | 17', 83' Sébastien Haller 42', 57' Steven Berghuis 74' Jurriën Timber | Stadion: Mandemakers Stadion, Waalwijk Toeschouwers: 0 Scheidsrechter: Allard Lindhout |
| Speelronde 13 21 november 2021 16:45 |              |               |                                                                       | Stadion: Mandemakers Stadion, Waalwijk Toeschouwers: 0 Scheidsrechter: Allard Lindhout |
| Speelronde 13 21 november 2021 16:45 |              |               |                                                                       | Stadion: Mandemakers Stadion, Waalwijk Toeschouwers: 0 Scheidsrechter: Allard Lindhout |
|                                      |              |               |                                                                       |                                                                                        |

|                                      |                  |               |                 |                                                                                 |
| Speelronde 14 28 november 2021 12:15 | Sparta Rotterdam | 0 – 1 (0 – 1) | Ajax            | Stadion: Rotterdam, Het Kasteel Toeschouwers: 0 Scheidsrechter: Jochem Kamphuis |
| Speelronde 14 28 november 2021 12:15 |                  | Verslag       | 36' Dušan Tadić | Stadion: Rotterdam, Het Kasteel Toeschouwers: 0 Scheidsrechter: Jochem Kamphuis |
| Speelronde 14 28 november 2021 12:15 |                  |               |                 | Stadion: Rotterdam, Het Kasteel Toeschouwers: 0 Scheidsrechter: Jochem Kamphuis |
| Speelronde 14 28 november 2021 12:15 |                  |               |                 | Stadion: Rotterdam, Het Kasteel Toeschouwers: 0 Scheidsrechter: Jochem Kamphuis |
|                                      |                  |               |                 |                                                                                 |

|                                     |                                                                                     |               |           |                                                                                       |
| Speelronde 15 2 december 2021 21:00 | Ajax                                                                                | 5 – 0 (3 – 0) | Willem II | Stadion: Johan Cruijff ArenA, Amsterdam Toeschouwers: 0 Scheidsrechter: Siemen Mulder |
| Speelronde 15 2 december 2021 21:00 | Antony 15', 23' Lisandro Martínez 18' Davy Klaassen 71' Danilo Pereira da Silva 76' | Verslag       |           | Stadion: Johan Cruijff ArenA, Amsterdam Toeschouwers: 0 Scheidsrechter: Siemen Mulder |
| Speelronde 15 2 december 2021 21:00 |                                                                                     |               |           | Stadion: Johan Cruijff ArenA, Amsterdam Toeschouwers: 0 Scheidsrechter: Siemen Mulder |
| Speelronde 15 2 december 2021 21:00 |                                                                                     |               |           | Stadion: Johan Cruijff ArenA, Amsterdam Toeschouwers: 0 Scheidsrechter: Siemen Mulder |
|                                     |                                                                                     |               |           |                                                                                       |

|                                      |                      |               |                                             |                                                                                     |
| Speelronde 16 12 december 2021 16:45 | Ajax                 | 1 – 2 (0 – 0) | AZ                                          | Stadion: Johan Cruijff ArenA, Amsterdam Toeschouwers: 0 Scheidsrechter: Bas Nijhuis |
| Speelronde 16 12 december 2021 16:45 | Sébastien Haller 73' | Verslag       | 50' Vangelis Pavlidis 83' Zakaria Aboukhlal | Stadion: Johan Cruijff ArenA, Amsterdam Toeschouwers: 0 Scheidsrechter: Bas Nijhuis |
| Speelronde 16 12 december 2021 16:45 |                      |               |                                             | Stadion: Johan Cruijff ArenA, Amsterdam Toeschouwers: 0 Scheidsrechter: Bas Nijhuis |
| Speelronde 16 12 december 2021 16:45 |                      |               |                                             | Stadion: Johan Cruijff ArenA, Amsterdam Toeschouwers: 0 Scheidsrechter: Bas Nijhuis |
|                                      |                      |               |                                             |                                                                                     |

|                                      |           |               |                                                 |                                                                           |
| Speelronde 17 19 december 2021 14:30 | Feyenoord | 0 – 2 (0 – 1) | Ajax                                            | Stadion: De Kuip, Rotterdam Toeschouwers: 0 Scheidsrechter: Dennis Higler |
| Speelronde 17 19 december 2021 14:30 |           | Verslag       | 44' (e.d.) Marcos Senesi 81' (pen.) Dušan Tadić | Stadion: De Kuip, Rotterdam Toeschouwers: 0 Scheidsrechter: Dennis Higler |
| Speelronde 17 19 december 2021 14:30 |           |               |                                                 | Stadion: De Kuip, Rotterdam Toeschouwers: 0 Scheidsrechter: Dennis Higler |
| Speelronde 17 19 december 2021 14:30 |           |               |                                                 | Stadion: De Kuip, Rotterdam Toeschouwers: 0 Scheidsrechter: Dennis Higler |
|                                      |           |               |                                                 |                                                                           |

|                                      |                                                                                 |               |                 |                                                                                        |
| Speelronde 18 22 december 2021 21:00 | Ajax                                                                            | 5 – 0 (2 – 0) | Fortuna Sittard | Stadion: Johan Cruijff ArenA, Amsterdam Toeschouwers: 0 Scheidsrechter: Marc Nagtegaal |
| Speelronde 18 22 december 2021 21:00 | Daley Blind 14' Antony 23' Devyne Rensch 82' Sébastien Haller 90' (pen.), 90+3' | Verslag       |                 | Stadion: Johan Cruijff ArenA, Amsterdam Toeschouwers: 0 Scheidsrechter: Marc Nagtegaal |
| Speelronde 18 22 december 2021 21:00 |                                                                                 |               |                 | Stadion: Johan Cruijff ArenA, Amsterdam Toeschouwers: 0 Scheidsrechter: Marc Nagtegaal |
| Speelronde 18 22 december 2021 21:00 |                                                                                 |               |                 | Stadion: Johan Cruijff ArenA, Amsterdam Toeschouwers: 0 Scheidsrechter: Marc Nagtegaal |
|                                      |                                                                                 |               |                 |                                                                                        |

|                                     |            |               |                                    |                                                                                        |
| Speelronde 19 16 januari 2022 12:15 | FC Utrecht | 0 – 3 (0 – 3) | Ajax                               | Stadion: Stadion Galgenwaard, Utrecht Toeschouwers: 0 Scheidsrechter: Serdar Gözübüyük |
| Speelronde 19 16 januari 2022 12:15 |            | Verslag       | 5' Antony 19', 45+3' Brian Brobbey | Stadion: Stadion Galgenwaard, Utrecht Toeschouwers: 0 Scheidsrechter: Serdar Gözübüyük |
| Speelronde 19 16 januari 2022 12:15 |            |               |                                    | Stadion: Stadion Galgenwaard, Utrecht Toeschouwers: 0 Scheidsrechter: Serdar Gözübüyük |
| Speelronde 19 16 januari 2022 12:15 |            |               |                                    | Stadion: Stadion Galgenwaard, Utrecht Toeschouwers: 0 Scheidsrechter: Serdar Gözübüyük |
|                                     |            |               |                                    |                                                                                        |

|                                     |                 |               |                                         |                                                                                    |
| Speelronde 20 23 januari 2022 14:30 | PSV             | 1 – 2 (0 – 1) | Ajax                                    | Stadion: Philips Stadion, Eindhoven Toeschouwers: 0 Scheidsrechter: Danny Makkelie |
| Speelronde 20 23 januari 2022 14:30 | Mario Götze 53' | Verslag       | 34' Brian Brobbey 74' Noussair Mazraoui | Stadion: Philips Stadion, Eindhoven Toeschouwers: 0 Scheidsrechter: Danny Makkelie |
| Speelronde 20 23 januari 2022 14:30 |                 |               |                                         | Stadion: Philips Stadion, Eindhoven Toeschouwers: 0 Scheidsrechter: Danny Makkelie |
| Speelronde 20 23 januari 2022 14:30 |                 |               |                                         | Stadion: Philips Stadion, Eindhoven Toeschouwers: 0 Scheidsrechter: Danny Makkelie |
|                                     |                 |               |                                         |                                                                                    |

|                                     |                                                           |               |                 |                                                                                              |
| Speelronde 21 6 februari 2022 16:45 | Ajax                                                      | 3 – 0 (1 – 0) | Heracles Almelo | Stadion: Johan Cruijff ArenA, Amsterdam Toeschouwers: 15.750 Scheidsrechter: Jeroen Manschot |
| Speelronde 21 6 februari 2022 16:45 | Davy Klaassen 22' Sébastien Haller 55' Kenneth Taylor 65' | Verslag       |                 | Stadion: Johan Cruijff ArenA, Amsterdam Toeschouwers: 15.750 Scheidsrechter: Jeroen Manschot |
| Speelronde 21 6 februari 2022 16:45 |                                                           |               |                 | Stadion: Johan Cruijff ArenA, Amsterdam Toeschouwers: 15.750 Scheidsrechter: Jeroen Manschot |
| Speelronde 21 6 februari 2022 16:45 |                                                           |               |                 | Stadion: Johan Cruijff ArenA, Amsterdam Toeschouwers: 15.750 Scheidsrechter: Jeroen Manschot |
|                                     |                                                           |               |                 |                                                                                              |

|                                      |                                                                           |               |           |                                                                                              |
| Speelronde 22 13 februari 2022 16:45 | Ajax                                                                      | 5 – 0 (1 – 0) | FC Twente | Stadion: Johan Cruijff ArenA, Amsterdam Toeschouwers: 17.859 Scheidsrechter: Allard Lindhout |
| Speelronde 22 13 februari 2022 16:45 | Davy Klaassen 31' Sébastien Haller 53', 85', 88' Robin Pröpper 77' (e.d.) | Verslag       |           | Stadion: Johan Cruijff ArenA, Amsterdam Toeschouwers: 17.859 Scheidsrechter: Allard Lindhout |
| Speelronde 22 13 februari 2022 16:45 |                                                                           |               |           | Stadion: Johan Cruijff ArenA, Amsterdam Toeschouwers: 17.859 Scheidsrechter: Allard Lindhout |
| Speelronde 22 13 februari 2022 16:45 |                                                                           |               |           | Stadion: Johan Cruijff ArenA, Amsterdam Toeschouwers: 17.859 Scheidsrechter: Allard Lindhout |
|                                      |                                                                           |               |           |                                                                                              |

|                                      |           |               |                    |                                                                                                |
| Speelronde 23 19 februari 2022 18:45 | Willem II | 0 – 1 (0 – 0) | Ajax               | Stadion: Koning Willem II Stadion, Tilburg Toeschouwers: 14.412 Scheidsrechter: Pol van Boekel |
| Speelronde 23 19 februari 2022 18:45 |           | Verslag       | 81' Jurriën Timber | Stadion: Koning Willem II Stadion, Tilburg Toeschouwers: 14.412 Scheidsrechter: Pol van Boekel |
| Speelronde 23 19 februari 2022 18:45 |           |               |                    | Stadion: Koning Willem II Stadion, Tilburg Toeschouwers: 14.412 Scheidsrechter: Pol van Boekel |
| Speelronde 23 19 februari 2022 18:45 |           |               |                    | Stadion: Koning Willem II Stadion, Tilburg Toeschouwers: 14.412 Scheidsrechter: Pol van Boekel |
|                                      |           |               |                    |                                                                                                |

|                                      |                                          |               |                     |                                                                                         |
| Speelronde 24 27 februari 2022 16:45 | Go Ahead Eagles                          | 2 – 1 (2 – 0) | Ajax                | Stadion: De Adelaarshorst, Deventer Toeschouwers: 9.200 Scheidsrechter: Jochem Kamphuis |
| Speelronde 24 27 februari 2022 16:45 | Iñigo Córdoba 18' Philippe Rommens 45+3' | Verslag       | 64' Steven Berghuis | Stadion: De Adelaarshorst, Deventer Toeschouwers: 9.200 Scheidsrechter: Jochem Kamphuis |
| Speelronde 24 27 februari 2022 16:45 |                                          |               |                     | Stadion: De Adelaarshorst, Deventer Toeschouwers: 9.200 Scheidsrechter: Jochem Kamphuis |
| Speelronde 24 27 februari 2022 16:45 |                                          |               |                     | Stadion: De Adelaarshorst, Deventer Toeschouwers: 9.200 Scheidsrechter: Jochem Kamphuis |
|                                      |                                          |               |                     |                                                                                         |

|                                  |                                                  |               |                                              |                                                                                            |
| Speelronde 25 6 maart 2022 16:45 | Ajax                                             | 3 – 2 (2 – 0) | RKC Waalwijk                                 | Stadion: Johan Cruijff ArenA, Amsterdam Toeschouwers: 53.467 Scheidsrechter: Dennis Higler |
| Speelronde 25 6 maart 2022 16:45 | Sébastien Haller 33', 37' Dušan Tadić 90' (pen.) | Verslag       | 50' Michiel Kramer 57' Richard van der Venne | Stadion: Johan Cruijff ArenA, Amsterdam Toeschouwers: 53.467 Scheidsrechter: Dennis Higler |
| Speelronde 25 6 maart 2022 16:45 |                                                  |               |                                              | Stadion: Johan Cruijff ArenA, Amsterdam Toeschouwers: 53.467 Scheidsrechter: Dennis Higler |
| Speelronde 25 6 maart 2022 16:45 |                                                  |               |                                              | Stadion: Johan Cruijff ArenA, Amsterdam Toeschouwers: 53.467 Scheidsrechter: Dennis Higler |
|                                  |                                                  |               |                                              |                                                                                            |

|                                   |                                     |               |                                                            |                                                                                          |
| Speelronde 26 11 maart 2022 20:00 | SC Cambuur                          | 2 – 3 (0 – 2) | Ajax                                                       | Stadion: Cambuurstadion, Leeuwarden Toeschouwers: 11.230 Scheidsrechter: Allard Lindhout |
| Speelronde 26 11 maart 2022 20:00 | Issa Kallon 48' Patrick Joosten 79' | Verslag       | 3' Dušan Tadić 39' Sébastien Haller 90+2' Ryan Gravenberch | Stadion: Cambuurstadion, Leeuwarden Toeschouwers: 11.230 Scheidsrechter: Allard Lindhout |
| Speelronde 26 11 maart 2022 20:00 |                                     |               |                                                            | Stadion: Cambuurstadion, Leeuwarden Toeschouwers: 11.230 Scheidsrechter: Allard Lindhout |
| Speelronde 26 11 maart 2022 20:00 |                                     |               |                                                            | Stadion: Cambuurstadion, Leeuwarden Toeschouwers: 11.230 Scheidsrechter: Allard Lindhout |
|                                   |                                     |               |                                                            |                                                                                          |

|                                   |                                                 |               |                                 |                                                                        |
| Speelronde 27 20 maart 2022 14:30 | Ajax                                            | 3 – 2 (1 – 2) | Feyenoord                       | Stadion: Johan Cruijff ArenA, Amsterdam Scheidsrechter: Danny Makkelie |
| Speelronde 27 20 maart 2022 14:30 | Sébastien Haller 24' Dušan Tadić 78' Antony 86' | Verslag       | 8' Luis Sinisterra 28' Guus Til | Stadion: Johan Cruijff ArenA, Amsterdam Scheidsrechter: Danny Makkelie |
| Speelronde 27 20 maart 2022 14:30 |                                                 |               |                                 | Stadion: Johan Cruijff ArenA, Amsterdam Scheidsrechter: Danny Makkelie |
| Speelronde 27 20 maart 2022 14:30 |                                                 |               |                                 | Stadion: Johan Cruijff ArenA, Amsterdam Scheidsrechter: Danny Makkelie |
|                                   |                                                 |               |                                 |                                                                        |

|                                  |                          |               |                                                                    |                                                                               |
| Speelronde 28 2 april 2022 16:30 | FC Groningen             | 1 – 3 (1 – 2) | Ajax                                                               | Stadion: Euroborg, Groningen Toeschouwers: 22.525 Scheidsrechter: Bas Nijhuis |
| Speelronde 28 2 april 2022 16:30 | Jørgen Strand Larsen 20' |               | 45+1' Davy Klaassen 45+7' (pen.) Dušan Tadić 90+1' Steven Berghuis | Stadion: Euroborg, Groningen Toeschouwers: 22.525 Scheidsrechter: Bas Nijhuis |
| Speelronde 28 2 april 2022 16:30 |                          |               |                                                                    | Stadion: Euroborg, Groningen Toeschouwers: 22.525 Scheidsrechter: Bas Nijhuis |
| Speelronde 28 2 april 2022 16:30 |                          |               |                                                                    | Stadion: Euroborg, Groningen Toeschouwers: 22.525 Scheidsrechter: Bas Nijhuis |
|                                  |                          |               |                                                                    |                                                                               |

|                                  |                                          |               |                    |                                                                                             |
| Speelronde 29 9 april 2022 20:00 | Ajax                                     | 2 – 1 (0 – 1) | Sparta Rotterdam   | Stadion: Johan Cruijff ArenA, Amsterdam Toeschouwers: 54.254 Scheidsrechter: Pol van Boekel |
| Speelronde 29 9 april 2022 20:00 | Davy Klaassen 49' Dušan Tadić 62' (pen.) |               | 33' Joeri de Kamps | Stadion: Johan Cruijff ArenA, Amsterdam Toeschouwers: 54.254 Scheidsrechter: Pol van Boekel |
| Speelronde 29 9 april 2022 20:00 |                                          |               |                    | Stadion: Johan Cruijff ArenA, Amsterdam Toeschouwers: 54.254 Scheidsrechter: Pol van Boekel |
| Speelronde 29 9 april 2022 20:00 |                                          |               |                    | Stadion: Johan Cruijff ArenA, Amsterdam Toeschouwers: 54.254 Scheidsrechter: Pol van Boekel |
|                                  |                                          |               |                    |                                                                                             |

|                                   |        |                   |      |                                                                                        |
| Speelronde 30 23 april 2022 16:30 | N.E.C. | 0 – 1 (0 – 0)     | Ajax | Stadion: Goffertstadion, Nijmegen Toeschouwers: 12.390 Scheidsrechter: Jeroen Manschot |
| Speelronde 30 23 april 2022 16:30 |        | 88' Brian Brobbey |      | Stadion: Goffertstadion, Nijmegen Toeschouwers: 12.390 Scheidsrechter: Jeroen Manschot |
| Speelronde 30 23 april 2022 16:30 |        |                   |      | Stadion: Goffertstadion, Nijmegen Toeschouwers: 12.390 Scheidsrechter: Jeroen Manschot |
| Speelronde 30 23 april 2022 16:30 |        |                   |      | Stadion: Goffertstadion, Nijmegen Toeschouwers: 12.390 Scheidsrechter: Jeroen Manschot |
|                                   |        |                   |      |                                                                                        |

|                                   |                                        |               |            |                                                                       |
| Speelronde 31 30 april 2022 18:45 | Ajax                                   | 3 – 0 (1 – 0) | PEC Zwolle | Stadion: Johan Cruijff ArenA, Amsterdam Scheidsrechter: Rob Dieperink |
| Speelronde 31 30 april 2022 18:45 | Dušan Tadić 30' Davy Klaassen 51', 80' |               |            | Stadion: Johan Cruijff ArenA, Amsterdam Scheidsrechter: Rob Dieperink |
| Speelronde 31 30 april 2022 18:45 |                                        |               |            | Stadion: Johan Cruijff ArenA, Amsterdam Scheidsrechter: Rob Dieperink |
| Speelronde 31 30 april 2022 18:45 |                                        |               |            | Stadion: Johan Cruijff ArenA, Amsterdam Scheidsrechter: Rob Dieperink |
|                                   |                                        |               |            |                                                                       |

|                                |                                       |               |                                     |                                                              |
| Speelronde 32 8 mei 2022 16:45 | AZ                                    | 2 – 2 (0 – 1) | Ajax                                | Stadion: AFAS Stadion, Alkmaar Scheidsrechter: Dennis Higler |
| Speelronde 32 8 mei 2022 16:45 | Vangelis Pavlidis 62' Håkon Evjen 75' |               | 42' Brian Brobbey 86' Edson Álvarez | Stadion: AFAS Stadion, Alkmaar Scheidsrechter: Dennis Higler |
| Speelronde 32 8 mei 2022 16:45 |                                       |               |                                     | Stadion: AFAS Stadion, Alkmaar Scheidsrechter: Dennis Higler |
| Speelronde 32 8 mei 2022 16:45 |                                       |               |                                     | Stadion: AFAS Stadion, Alkmaar Scheidsrechter: Dennis Higler |
|                                |                                       |               |                                     |                                                              |

|                                 | |               |               |                                                                         |
| Speelronde 33 11 mei 2022 20:00 | Ajax                                                                                                | 5 – 0 (3 – 0) | sc Heerenveen | Stadion: Johan Cruijff ArenA, Amsterdam Scheidsrechter: Allard Lindhout |
| Speelronde 33 11 mei 2022 20:00 | Nicolás Tagliafico 19' Steven Berghuis 32' Sébastien Haller 38' Brian Brobbey 85' Edson Álvarez 90' |               |               | Stadion: Johan Cruijff ArenA, Amsterdam Scheidsrechter: Allard Lindhout |
| Speelronde 33 11 mei 2022 20:00 | |               |               | Stadion: Johan Cruijff ArenA, Amsterdam Scheidsrechter: Allard Lindhout |
| Speelronde 33 11 mei 2022 20:00 | |               |               | Stadion: Johan Cruijff ArenA, Amsterdam Scheidsrechter: Allard Lindhout |
|                                 | |               |               |                                                                         |

|                                 |                      |               |                                     |                                                        |
| Speelronde 34 15 mei 2022 14:30 | Vitesse              | 2 – 2 (0 – 1) | Ajax                                | Stadion: GelreDome, Arnhem Scheidsrechter: Bas Nijhuis |
| Speelronde 34 15 mei 2022 14:30 | Loïs Openda 52', 56' |               | 16' Brian Brobbey 87' Edson Álvarez | Stadion: GelreDome, Arnhem Scheidsrechter: Bas Nijhuis |
| Speelronde 34 15 mei 2022 14:30 |                      |               |                                     | Stadion: GelreDome, Arnhem Scheidsrechter: Bas Nijhuis |
| Speelronde 34 15 mei 2022 14:30 |                      |               |                                     | Stadion: GelreDome, Arnhem Scheidsrechter: Bas Nijhuis |
|                                 |                      |               |                                     |                                                        |

### KNVB Beker
Wedstrijden
| Ronde          | Datum               | Wedstrijd                  | Uitslag     | Verslag     |
| -------------- | ------------------- | -------------------------- | ----------- | ----------- |
| Eerste ronde   | Vrijgesteld         | Vrijgesteld                | Vrijgesteld | Vrijgesteld |
| Tweede ronde   | wo 15-12-2021 21:00 | Ajax – BVV Barendrecht     | 4 – 0       | 1           |
| Achtste finale | do 20-01-2022 21:00 | Ajax – Excelsior Maassluis | 9 – 0       | 2           |
| Kwartfinale    | wo 09-02-2022 19:00 | Ajax – Vitesse             | 5 – 0       | 3           |
| Halve finale   | do 03-03-2022 20:00 | AZ – Ajax                  | 0 – 2       | 4           |
| Finale         | zo 17-04-2022 18:00 | PSV – Ajax                 | 2 – 1       |             |

Wedstrijdverslagen
|                                     |                                                                                         |               |                 |                                                                                    |
| Tweede ronde 15 december 2021 21:00 | Ajax                                                                                    | 4 – 0 (2 – 0) | BVV Barendrecht | Stadion: Johan Cruijff ArenA, Amsterdam Toeschouwers: 0 Scheidsrechter: Joey Kooij |
| Tweede ronde 15 december 2021 21:00 | Kenneth Taylor 10' Danilo Pereira da Silva 12' (pen.), 49' Kristian Hlynsson 89' (pen.) | Verslag       |                 | Stadion: Johan Cruijff ArenA, Amsterdam Toeschouwers: 0 Scheidsrechter: Joey Kooij |
| Tweede ronde 15 december 2021 21:00 |                                                                                         |               |                 | Stadion: Johan Cruijff ArenA, Amsterdam Toeschouwers: 0 Scheidsrechter: Joey Kooij |
| Tweede ronde 15 december 2021 21:00 |                                                                                         |               |                 | Stadion: Johan Cruijff ArenA, Amsterdam Toeschouwers: 0 Scheidsrechter: Joey Kooij |
|                                     |                                                                                         |               |                 |                                                                                    |

|                                      | |               |                     |                                                                                             |
| Achtste finale 20 januari 2022 21:00 | Ajax | 9 – 0 (5 – 0) | Excelsior Maassluis | Stadion: Johan Cruijff ArenA, Amsterdam Toeschouwers: 0 Scheidsrechter: Sander van der Eijk |
| Achtste finale 20 januari 2022 21:00 | Nicolás Tagliafico 9' Danilo Pereira da Silva 21' (pen.), 26', 37', 54' Youri Regeer 41' Kristian Hlynsson 64' Mohamed Daramy 66', 83' | Verslag       |                     | Stadion: Johan Cruijff ArenA, Amsterdam Toeschouwers: 0 Scheidsrechter: Sander van der Eijk |
| Achtste finale 20 januari 2022 21:00 | |               |                     | Stadion: Johan Cruijff ArenA, Amsterdam Toeschouwers: 0 Scheidsrechter: Sander van der Eijk |
| Achtste finale 20 januari 2022 21:00 | |               |                     | Stadion: Johan Cruijff ArenA, Amsterdam Toeschouwers: 0 Scheidsrechter: Sander van der Eijk |
|                                      | |               |                     |                                                                                             |

|                                   |                                                           |               |         |                                                                                          |
| Kwartfinale 9 februari 2022 19:00 | Ajax                                                      | 5 – 0 (2 – 0) | Vitesse | Stadion: Johan Cruijff ArenA, Amsterdam Toeschouwers: 15.403 Scheidsrechter: Bas Nijhuis |
| Kwartfinale 9 februari 2022 19:00 | Antony 17', 61' Sébastien Haller 30', 46' Dušan Tadić 51' | Verslag       |         | Stadion: Johan Cruijff ArenA, Amsterdam Toeschouwers: 15.403 Scheidsrechter: Bas Nijhuis |
| Kwartfinale 9 februari 2022 19:00 |                                                           |               |         | Stadion: Johan Cruijff ArenA, Amsterdam Toeschouwers: 15.403 Scheidsrechter: Bas Nijhuis |
| Kwartfinale 9 februari 2022 19:00 |                                                           |               |         | Stadion: Johan Cruijff ArenA, Amsterdam Toeschouwers: 15.403 Scheidsrechter: Bas Nijhuis |
|                                   |                                                           |               |         |                                                                                          |

|                                 |    |               |                                       |                                                                                      |
| Halve finale 3 maart 2022 20:00 | AZ | 0 – 2 (0 – 1) | Ajax                                  | Stadion: AFAS Stadion, Alkmaar Toeschouwers: 15.802 Scheidsrechter: Serdar Gözübüyük |
| Halve finale 3 maart 2022 20:00 |    | Verslag       | 11' Steven Berghuis 89' Davy Klaassen | Stadion: AFAS Stadion, Alkmaar Toeschouwers: 15.802 Scheidsrechter: Serdar Gözübüyük |
| Halve finale 3 maart 2022 20:00 |    |               |                                       | Stadion: AFAS Stadion, Alkmaar Toeschouwers: 15.802 Scheidsrechter: Serdar Gözübüyük |
| Halve finale 3 maart 2022 20:00 |    |               |                                       | Stadion: AFAS Stadion, Alkmaar Toeschouwers: 15.802 Scheidsrechter: Serdar Gözübüyük |
|                                 |    |               |                                       |                                                                                      |

|                            |                                    |               |                      |                                                                                 |
| Finale 17 april 2022 18:00 | PSV                                | 2 – 1 (0 – 1) | Ajax                 | Stadion: De Kuip, Rotterdam Toeschouwers: 47.500 Scheidsrechter: Danny Makkelie |
| Finale 17 april 2022 18:00 | Érick Gutiérrez 48' Cody Gakpo 50' |               | 23' Ryan Gravenberch | Stadion: De Kuip, Rotterdam Toeschouwers: 47.500 Scheidsrechter: Danny Makkelie |
| Finale 17 april 2022 18:00 |                                    |               |                      | Stadion: De Kuip, Rotterdam Toeschouwers: 47.500 Scheidsrechter: Danny Makkelie |
| Finale 17 april 2022 18:00 |                                    |               |                      | Stadion: De Kuip, Rotterdam Toeschouwers: 47.500 Scheidsrechter: Danny Makkelie |
|                            |                                    |               |                      |                                                                                 |

## Transfers

### Inkomende transfers
| Nat.                | Speler                  | Positie      | Vorige club     | Land       | Transferperiode | Transfersom    | Contract tot | Opmerkingen                     |
| ------------------- | ----------------------- | ------------ | --------------- | ---------- | --------------- | -------------- | ------------ | ------------------------------- |
| Vlag van Nederland  | Remko Pasveer           | Keeper       | Vitesse         | Nederland  | Zomer           | Transfervrij   | 30 juni 2023 |                                 |
| Vlag van Nederland  | Jay Gorter              | Keeper       | Go Ahead Eagles | Nederland  | Zomer           | € 1.000.000,-  | 30 juni 2025 | Speelde eerder in de Ajax jeugd |
| Vlag van Denemarken | Victor Jensen           | Middenvelder | FC Nordsjælland | Denemarken | Zomer           | Einde huur     | 30 juni 2023 |                                 |
| Vlag van Brazilië   | Danilo Pereira da Silva | Aanvaller    | FC Twente       | Nederland  | Zomer           | Einde huur     | 30 juni 2022 |                                 |
| Vlag van Argentinië | Lisandro Magallán       | Verdediger   | FC Crotone      | Italië     | Zomer           | Einde huur     | 30 juni 2023 |                                 |
| Vlag van Nederland  | Steven Berghuis         | Aanvaller    | Feyenoord       | Nederland  | Zomer           | € 5.500.000,-  | 30 juni 2025 |                                 |
| Vlag van Denemarken | Mohamed Daramy          | Aanvaller    | FC Kopenhagen   | Denemarken | Zomer           | € 12.000.000,- | 30 juni 2026 | Kan oplopen tot 13 miljoen      |

### Uitgaande transfers
| Nat.                  | Speler             | Positie      | Nieuwe club               | Land      | Transferperiode | Transfersom    | Contract tot | Opmerkingen                         |
| --------------------- | ------------------ | ------------ | ------------------------- | --------- | --------------- | -------------- | ------------ | ----------------------------------- |
| /                     | Brian Brobbey      | Aanvaller    | RB Leipzig                | Duitsland | Zomer           | Transfervrij   | 30 juni 2025 |                                     |
| /                     | Oussama Idrissi    | Aanvaller    | Sevilla FC                | Spanje    | Zomer           | Einde huur     | 30 juni 2025 |                                     |
| Vlag van Nederland    | Kjell Scherpen     | Keeper       | Brighton & Hove Albion FC | Engeland  | Zomer           | € 5.000.000,-  | 30 juni 2025 |                                     |
| Vlag van Burkina Faso | Lassina Traoré     | Aanvaller    | FK Sjachtar Donetsk       | Oekraïne  | Zomer           | € 10.000.000,- | 30 juni 2026 |                                     |
| Vlag van Nederland    | Jurgen Ekkelenkamp | Middenvelder | Hertha BSC                | Duitsland | Zomer           | n.n.b.         | 30 juni 2025 |                                     |
| Vlag van Argentinië   | Lisandro Magallán  | Verdediger   | RSC Anderlecht            | België    | Zomer           | Verhuurd       | 30 juni 2022 | nog onder contract tot 30 juni 2023 |

1900—1911 · 1911/12 · 1912—1954 · 1954/55 · 1955/56 · 1956/57 · 1957—1970 · 1970/71 · 1971/72 · 1972—1994 · 1994/95 · 1995—1998 · 1998/99 · 1999/00 · 2000/01 · 2001/02 · 2002/03 · 2003/04 · 2004/05 · 2005/06 · 2006/07 · 2007/08 · 2008/09 · 2009/10 · 2010/11 · 2011/12 · 2012/13 · 2013/14 · 2014/15 · 2015/16 · 2016/17 · 2017/18 · 2018/19 · 2019/20 · 2020/21 · 2021/22 · 2022/23 · 2023/24 · 2024/25
Ajax ·
AZ ·
SC Cambuur ·
Feyenoord ·
Fortuna Sittard ·
Go Ahead Eagles ·
FC Groningen ·
sc Heerenveen ·
Heracles Almelo ·
N.E.C. ·
PEC Zwolle · 
PSV ·
RKC Waalwijk ·
Sparta Rotterdam ·
FC Twente ·
FC Utrecht ·
Vitesse ·
Willem II